# 阿尔布兰茨瓦尔德
阿尔布兰茨瓦尔德（荷蘭語：Albrandswaard，荷蘭語：[ɑlˌbrɑntsˈʋaːrt] ⓘ）是荷兰南荷兰省的一个市镇。2004年人口19,607。面积23.75 km²，其中1.57 km²为水域。